# 아벨라
아벨라(이탈리아어: Avella)는 이탈리아 캄파니아주 아벨리노도의 행정구역이다.